# وليد الصراف
وليد محمود فوزي عبد القادر الصرّاف، شاعر وطبيب عراقي من مواليد مدينة الموصل 1964م. دكتوراه في جراحة الأنف والأذن والحنجرة. ورد اسمه في موسوعة أعلام الموصل في القرن العشرين للعلامة الدكتور عمر الطالب الصادرة عن مركز دراسات الموصل - جامعة الموصل.

## سيرته
وُلِدَ وليد محمود فوزي عبد القادر الصرّاف في مدينة الموصل عام 1964م، حاصل على شهادة الدكتوراه في جراحة الأنف والأذن والحنجرة. نشرت له العديد من القصائد والمقالات والقصص في الصحف والدوريات العراقية والعربية أولها في جريدة الحدباء عام 1980م. له ديوان مطبوع عن اتحاد الكتاب العرب في دمشق بعنوان «ذاكرة الملك المخلوع» 1999م ومطبوع عن دار الشؤون الثقافية في العراق.
له مجموعة قصصية مطبوعة «قصص للنسيان» العراق دار الشؤون الثقافية 1992م. له مجموعة قصصية صادرة عن اتحاد الكتاب العرب في دمشق عام 2008م بعنوان «مع الاعتذار لالف ليلة وليلة». له ديوان بعنوان رسالة من قابيل صادرعن ماشكي 2019 له دواوين مخطوطة ورواية ومقالات أدبية ومقالات بين الأدب والطب.عمل سنوات في الصحافة رئيسا للقسم الثقافي في جريدة نينوى وسكرتيراً لتحرير مجلة آفاق طبية. شارك في العديد من المؤتمرات الأدبية في العراق والدول العربية.

## مؤلفاته
- «قصص للنسيان»، دار الشؤون الثقافية في العراق،1992م.
- «ذاكرة الملك المخلوع» ، دار الشؤون الثقافية في العراق، 1999م.[7]
- «مع الأعتذار لألف ليلة وليلة»، اتحاد الكتاب العرب في دمشق عام 2008م.[8]
- «رسالة من قابيل»، دار ماشكي للطباعة والنشر والتوزيع، 2019 م.[9]
- «غزل في امرأة تجاوزت الأربعين»، 2021م.[10]
- «ظلال من الشجرة التي اقتُلعت»، دار خطوط وظلال للنشر والتوزيع / الأردن،2021م.[11]
- «هدايا» (ديوان للأطفال).

## الجوائز
فاز بأكثر من عشرين مسابقة في الشعر والقصة والمسرحية والمقالة منها:
- لقب شاعر الشباب الأول في العراق عام 1993م .
- جائزة الدولة في الشعر لعام 2000م عن ديوانه ذاكرة الملك المخلوع.
- قلادة الأبداع الأولى في مهرجان أبي تمام الشعري الثاني.
- الجائزة الأولى في القصة لمسابقة وزارة الثقافة والإعلام.
- الجائزة الأولى في مسابقة حلب عاصمة الثقافة الإسلامية عام 2008م.
- المركز الرابع بنسبة 51% من مجموع التصويت ونقاط اللجنة بمسابقة أمير الشعراء عام 2009م.[12]

## نقد حوله
علي جواد الطاهر:

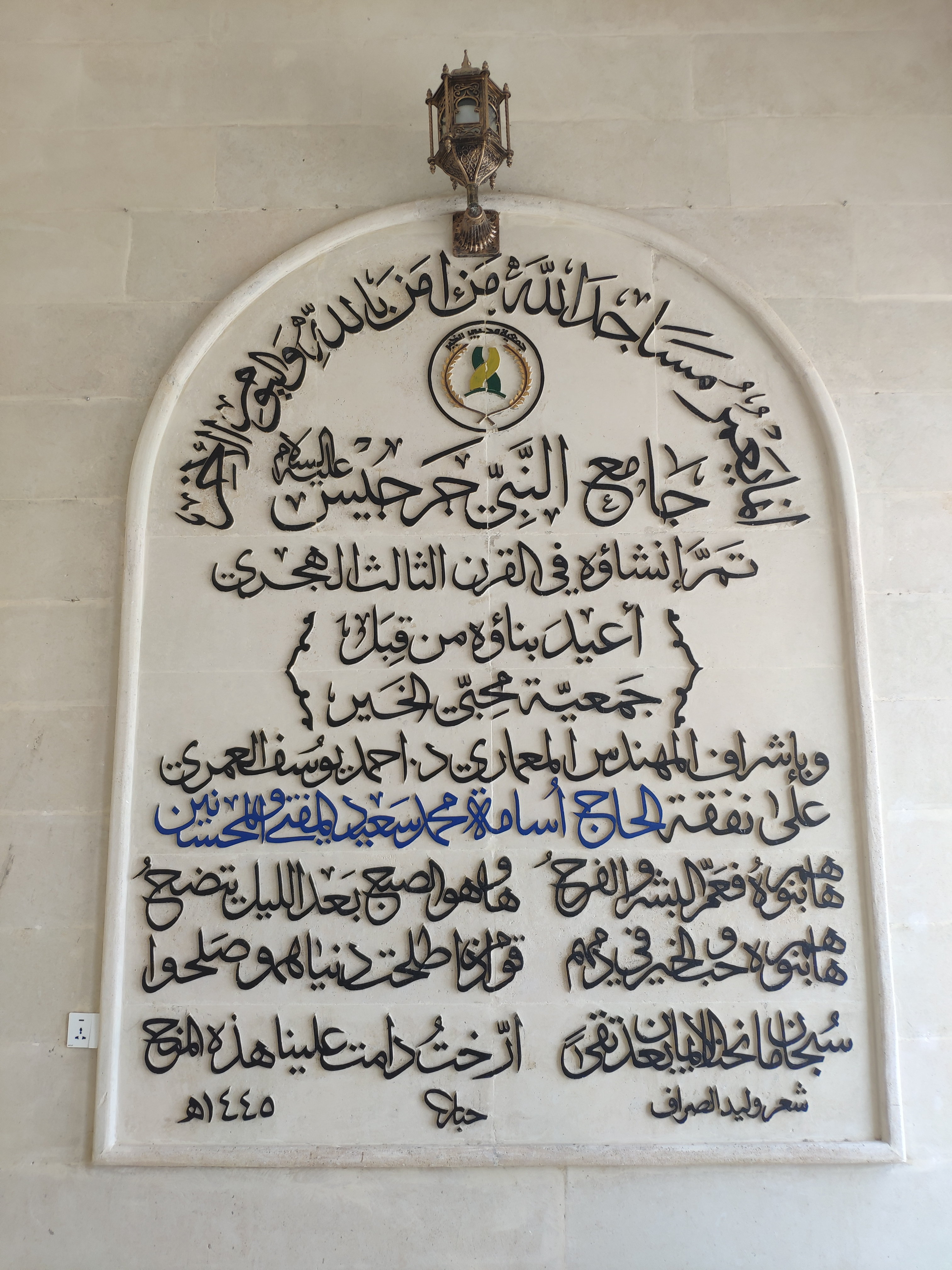
شعر لوليد الصراف - جامع النبي جرجيس، الموصل.

- «حين كان المتنبي الذي كان فانه ألقى على السائرين في الدرب بعده جسامة المسؤولية وثقل المؤونة اللازمة للرحلة، وحين صعب الأمر سهله، أما يكفي أنه أنار الطريق وركز الصوى وترك الخيار للموهوبين ان يجدوا انفسهم وان يكون هم انفسهم، فسر يا وليد كما أنت وفي الذي قدمته ما يغرينا بالامل ولا يغرك فيه الثناء».
- «ومن هنا كان انحيازي من أجلك إلى الشعر العمودي المتجدد على مرّ الزمان وبالأفذاذ المعدّين لخوض غماره..وماذا كان شأن المتنبي من قبل حين رأى نفسه غريباً؟...فسر يا وليد كما أنت وفي الذي قدمتّه ما يغرينا بالأمل» 6 تموز 1992
- «حين قلنا ونقول موصلي فلا نعني المحلية الضيقة وانما هي إشارة إلى التعريف وإلى أن الموصل - ذات التاريخ العريق - على أبواب ان تجد شاعرها، وليس المقصود بشاعرها المعنى الضيق بل المعنى الواسع الذي يخرج عن البيئة المحدودة بهموم عراقية عربية إلى عوالم فسيحة من الآفاق الإنسانية» ، جريدة العراق 1996

عبد الرزاق عبد الواحد:
- يذكرك بجزالة المتنبي وصنعة أبي تمام ورشاقة البحتري، هذا المزيج العجيب يمكن أن يتحقق لوليد الصراف بأقصى تجلياته يوما ما. 1993
- وليد الصرّاف من أخطر الشعراء العرب. 1996
- أنا عندما أُسال عن الشعر وفي العراق بالذات أقول أنا لا أخاف على الشعر لأني تركت موجة عالية لابد أن ترتفع وهي ترتفع الآن وأذكر من هولاء شعراء يقف على رأسهم الدكتور وليد الصراف طبيب من الموصل وهي ليست مدينة أدب بل مدينة علم شاعر هائل، وهؤلاء ينتظر منهم أن يرفعوا موجة الشعر عالية جدا كما حصل في بداية الأربعينات في العراق. 19 كانون الثاني 2009 - وكالة أنباء الشعر.

صلاح فضل:
- لعنة الله عليك من فرط الإعجاب بك مازال الشعر يطالبك بديّة زليخا ايها الشاعر العملاق. مسابقة أمير الشعراء 2009.

## دراسات أكاديمية
نال شعره اهتمام طلبة الماجستير والدكتوراه في الجامعات العراقية والعربية ومن الرسائل التي كتبت عن شعره:
- (التركيب اللغوي لأساليب الطلب في شعر وليد الصراف: دراسة نحوية دلالية: ديوان رسالة إلى قابيل أنموذجاً) في كلية الآداب جامعة الموصل  الباحثة زينب علي والمشرف د. عبد الله المولى.[15]
- التناص الأدبي والديني في شعر وليد الصرّاف في كلية الاداب والعلوم جامعة الشرق الأوسط في المملكة الأردنية الهاشمية الباحث جاسم العبيدي والمشرف أ.د بسام قطوس .[16]
- دراسة اسلوبية في شعر وليد الصراف جامعة الإسكندرية كلية الاداب الباحث علاء حسين علي ياشراف أ.د فوزي سعد عيسى.[17]
- الحجاج في الشعر العربي الحديث وليد الصراف نموذجا جامعة مؤتة في المملكة الأردنية الهاشمية الباحث حماده الهقيش وإشراف الأستاذ الدكتور طارق المجالي .
- (عوارض التركيب في ديوان رسالة من قابيل للشاعر وليد الصراف) للباحثة أشواق حميد الرفاعي في كلية التربية للبنات/ قسم اللغة العربيبة بجامعة الموصل، إشراف: أ.د محمد إسماعيل الشمهداني.[18]